# كلوريد الجرمانيوم الثنائي
كلوريد الجرمانيوم الثنائي مركب لاعضوي للجرمانيوم من مجموعة الكلوريدات صيغته الكيميائية GeCl2، ويوجد على هيئة صلب أصفر شاحب.

## التحضير
يحضر هذا المركب من تفاعل كلوريد الجرمانيوم الرباعي مع الجرمانيوم عند درجة حرارة 430 °س:
{\displaystyle \mathrm {GeCl_{4}+Ge\longrightarrow 2\ GeCl_{2}} }
يمكن أن يحضر هذا المركب أيضاً من تفاعل اختزال كلوريد الجرمانيوم الرباعي بغاز الهيدروجين:
{\displaystyle {\ce {GeCl4 + H2 -> GeCl2 + 2HCl}}}

## الخواص
يوجد المركب في الشروط القياسية على هيئة صلب أصفر شاحب، وهو يتفاعل بسهولة مع الماء والرطوبة ليعطي في النهاية أكسيد الجرمانيوم الثنائي.
يتفاعل كلوريد الجرمانيوم الثنائي مع كلوريد رباعي إيثيل الأمونيوم (TEAC) ليحدث تفاعل ضم وينتج مركب ثلاثي كلورو الجرمانات:
{\displaystyle {\ce {GeCl2 + Et4NCl -> Et4NGeCl3}}}